# Cota superior asimptòtica
En anàlisi d'algorismes una cota superior asimptòtica és una funció que serveix de cota superior d'una altra funció quan l'argument tendeix a infinit. Usualment s'utilitza la notació de Landau: O(g(x)), per referir-se a les funcions acotades superiorment per la funció g(x). Més formalment es defineix:
{\displaystyle O(g(x))=\left\{{\begin{matrix}f(x):{\mbox{existeixen }}x_{0},c>0{\mbox{ tals que}}\\\forall x\geq x_{0}>0:0\leq |f(x)|\leq c|g(x)|\end{matrix}}\right\}}
Una funció f(x) pertany a O(g(x)) quan hi ha una constant positiva c tal que a partir d'un valor {\displaystyle x_{0}}, {\displaystyle f(x)} no supera cg(x). Vol dir que la funció f és inferior a g a partir d'un valor donat excepte per un factor constant.
La cota superior asimptòtica té utilitat en Teoria de la complexitat computacional quan es defininen les classes de complexitat.
Tot i que O(g(x)) està definit com un conjunt, s'acostuma a escriure f(x)= O(g(x)) en lloc de f(x)∈ O(g(x)). Moltes vegades també es parla d'una funció nomenant únicament la seva expressió, com en x² en lloc de h(x)=x², sempre que estigui clar quin és el paràmetre de la funció dins de l'expressió. En la gràfica es dona un exemple esquemàtic de com es comporta {\displaystyle cg(x)} pel que fa a f(x) quan x tendeix a infinit. Cal notar a més que aquest conjunt és no buit doncs g(x)=O(g(x)).
La cota ajustada asimptòtica (notació Θ) té relació amb les cotes asimptòtiques superior (notació O) i inferior:
{\displaystyle f(x)=\Theta (g(x)){\mbox{ si i només si }}f(x)=O(g(x)){\mbox{ i }}f(x)=\Omega (g(x))}

## Propietats
Sigui {\displaystyle E\subseteq \mathbb {R} }, siguin {\displaystyle f_{1}:E\to \mathbb {R} }, {\displaystyle g_{1}:E\to \mathbb {R} }, {\displaystyle f_{2}:E\to \mathbb {R} }, {\displaystyle g_{2}:E\to \mathbb {R} } funcions i {\displaystyle k} un real. És compleixen els següents enunciats:
i)	Si {\displaystyle f_{1}=O(g_{1})\,} y {\displaystyle g_{1}=O(g_{2})\,}, llavors {\displaystyle f_{1}=O(g_{2})\,}

ii)	Si {\displaystyle f_{1}=O(g_{1})\,} y {\displaystyle f_{2}=O(g_{2})\,}, llavors {\displaystyle f_{1}f_{2}=O(g_{1}g_{2})\,}
iii)	{\displaystyle f_{2}O(g_{1})=O(f_{2}g_{1})\,} (igualtat entre conjunts)
iv)	Si {\displaystyle f_{1}=O(g_{1})\,} y {\displaystyle f_{2}=O(g_{2})\,}, llavors {\displaystyle f_{1}+f_{2}=O(|g_{1}|+|g_{2}|)\,}
v)	Si {\displaystyle k\neq 0\,} llavors {\displaystyle O(g_{1})=O(kg_{1})\,} (igualtat entre conjunts)
vi)	Si {\displaystyle f_{1}=O(g_{1})\,}, llavors {\displaystyle kf_{1}=O(g_{1})\,}.

## Exemples
- La funció f(x) = x + 10 pot ser fitada superiorment per la funció g(x) = x². Per demostrar-ho és prou notar que per a tot valor de x≥3.7016 es compleix x+10 ≤ x². Per tant, x+10 = O(x²). Però x² no serveix com a cota inferior per x+10, és a dir {\displaystyle x^{2}\neq \bigcirc (x+10)}.
- La funció 200x està fitada superiorment per x². Vol dir que quan x tendeix a infinit el valor de 200x es pot menysprear comparat amb el de x².

## Ordres usuals per a funcions
Els ordres més utilitzats en anàlisi d'algorismes, en ordre creixent, són els següents (on c representa una constant i n la mida de l'entrada):
| notació                        | nom                                |
| ------------------------------ | ---------------------------------- |
| O(1)                           | ordre constant                     |
| O(log log n)                   | ordre sublogarítmic                |
| O(log n)                       | ordre logarítmic                   |
| O({\displaystyle {\sqrt {n}}}) | ordre sublineal                    |
| O(n)                           | ordre lineal o de primer ordre     |
| O(n · log n)                   | ordre lineal logarítmic            |
| O(n²)                          | ordre quadràtic o de segon ordre   |
| O(n3), ...                     | ordre cúbic o de tercer ordre, ... |
| O(nc)                          | ordre potencial fix                |
| O(cn), n > 1                   | ordre exponencial                  |
| O(n!)                          | ordre factorial                    |
| O(n)                           | ordre potencial exponencial        |